# Itaipava

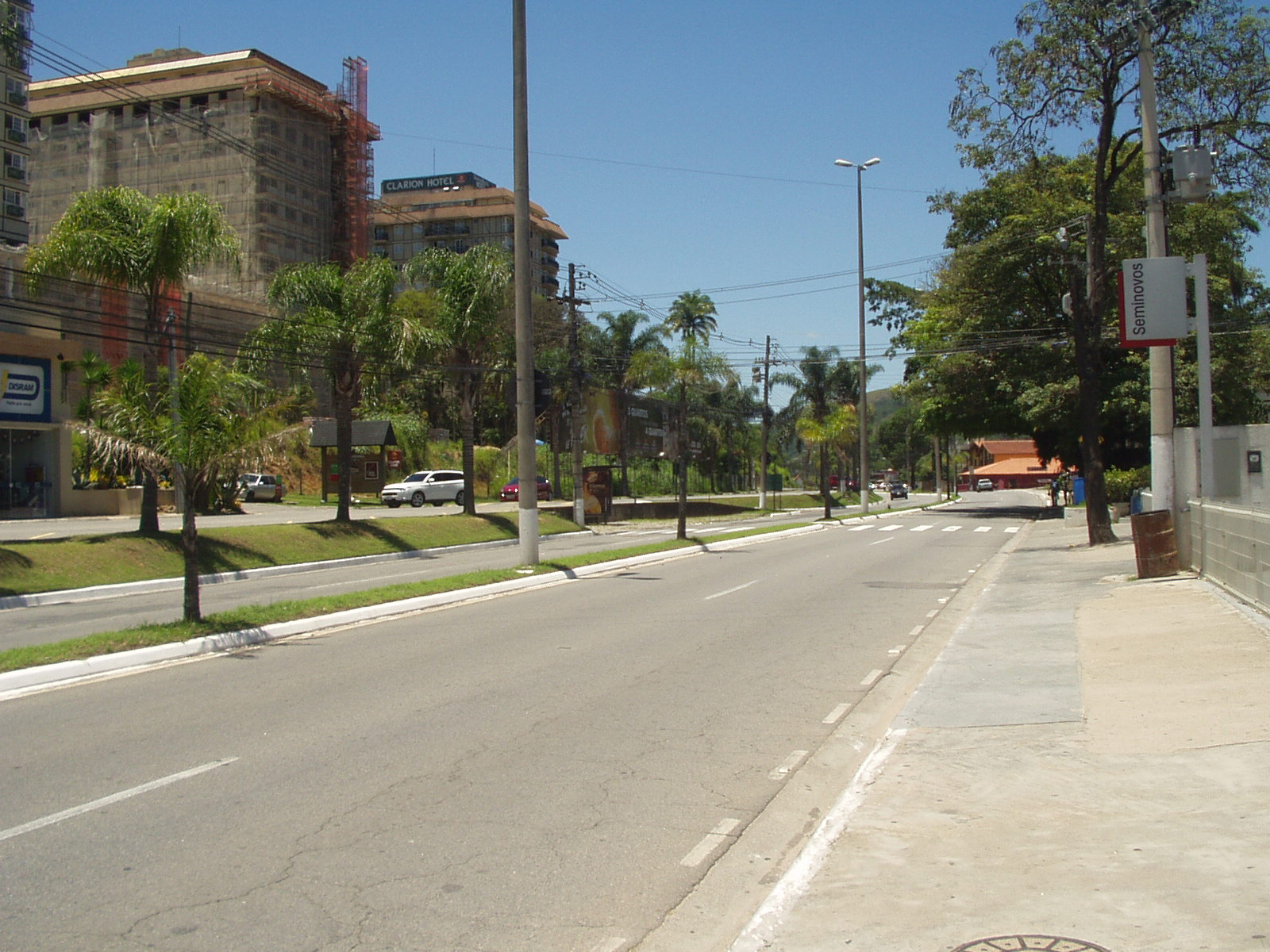
La Estrada União e Indústria, la principal vía del distrito, que conectaba el Sur con el Norte de Brasil, había sido reemplazada por la BR-040. Actualmente sirve de enlace entre el Centro de Petrópolis y sus barrios.

Itaipava es un distrito (el tercer distrito de la ciudad) de Petrópolis, en el estado de Río de Janeiro, en Brasil. Conocido como un retiro de invierno para varias celebridades y la alta sociedad en Río de Janeiro, el distrito alberga varios condominios de casas y edificios de alta gama, clubes y restaurantes con la mejor cocina de la Región Serrana.
Los numerosos barrios cerrados de alto nivel ubicados en Itaipava, así como pequeños centros comerciales con tiendas y marcas sofisticadas, son ocupados, frecuentados y mantenidos por residentes del distrito y sus alrededores y también por la sociedad de la capital del estado. El distrito sigue siendo famoso por albergar una variedad de posadas, hoteles y spas con una amplia infraestructura.

## Topónimo
Hay varias etimologías posibles para la palabra «itaipava», todas basadas en el idioma tupí:
- i'táim'pab (elevación de piedra)[3]
- itu pewa (cascada plana)[4]
- itáupaba (lago de piedra), a través de la unión de los términos itá (piedra) y upaba (lago)[5]
- itá'ypaba (piedra que detiene el río), por la unión de itá (piedra), 'y (río) y paba (terminar)[3]
- A partir de la década de 1990, la región fue elegida como refugio de invierno y segunda residencia de varios artistas brasileños, como Jô Soares, Wiiliam Bonner, Fátima Bernardes, Cissa Guimarães, entre otros, por eso pasó a ser llamada y conocida como "Búzios Serrana", en referencia al balneario y también refugio de artistas y celebridades brasileñas.[5]

## Transporte
Existe una conexión directa entre Río de Janeiro e Itaipava, siendo realizada por dos líneas, una parte de la Terminal de Ómnibus Novo Rio y otra parte de la Terminal Garaje Menezes Côrtes. También hay conexión con Teresópolis, Areal y São José do Vale do Rio Preto.
Se accede al distrito por la Estrada União e Indústria (que lo atraviesa en su mayor parte), la Estrada das Hortências (BR-495) y la Carretera Washington Luís (BR-040).
En el pasado, también fue servida por ferrocarril entre los años 1890 y 1964, cuando fue cortada por la Línea Norte del Ferrocarril Leopoldina. Con la supresión de la vía férrea, la estación ferroviaria del distrito fue posteriormente demolida.

## Comercio
El distrito esta bastante desarrollado en su principal vía de transporte (Ruta União e Indústria), siendo referencia en la Región de la Serrana por sus restaurantes, pequeños y sofisticados centros comerciales. Las afueras del distrito aún albergan la cervecería Itaipava, una de las marcas de cerveza más grandes de Brasil.

## Turismo
En el distrito destacan el Castillo del Barón de Itaipava, Shopping Estação Itaipava, Feirinha de Itaipava y el Parque Municipal de Petrópolis. Los pueblos cercanos de Araras, Pedro do Rio (distrito 4) y Secretaria también atraen turistas con atractivos rurales, naturales y gastronómicos.